# Volker Sorger

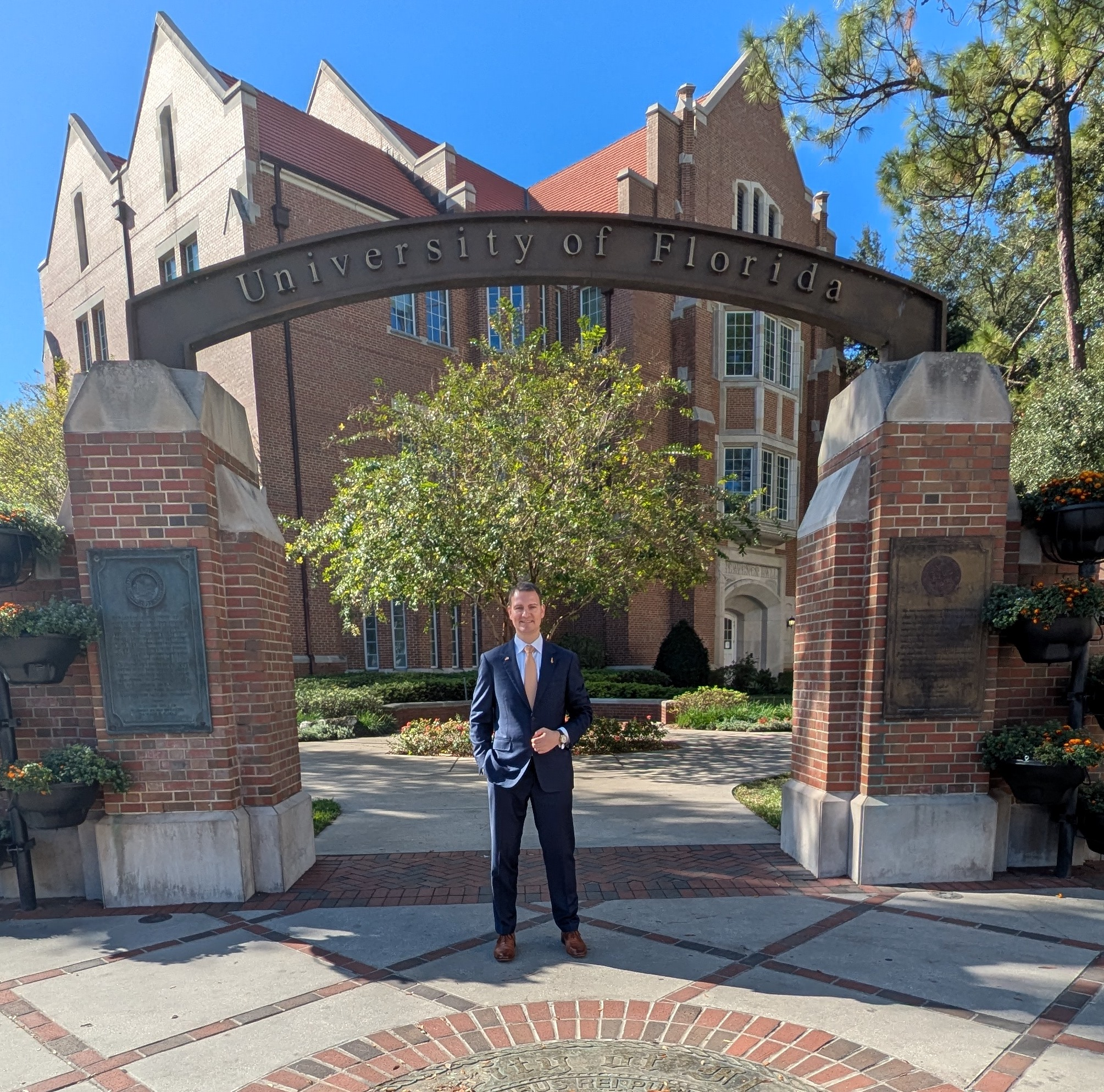
Volker Sorger am Eingangstor der University of Florida (2024)

Volker J. Sorger (* 18. September 1979 in Koblenz) ist ein deutsch-amerikanischer Wissenschaftler mit dem Spezialgebiet Halbleitertechnik. Seit Juli 2023 forscht und lehrt der Professor für Elektrotechnik und Computerwissenschaften an der University of Florida. Darüber hinaus berät er die US-Regierung im Kontext des CHIPS and Science Act bzw. im Rahmen des von U.S. Präsident Donald Trump angekündigten 500-Milliarden-Dollar-Projekts Stargate. Sorger ist Direktor der Florida/Karibik-Sektion des SMART USA Instituts mit Sitz in Durham, North Carolina.

## Akademische Laufbahn
Volker Sorger absolvierte im Jahr 2000 am Landesmusikgymnasium Rheinland-Pfalz in Montabaur sein Abitur. Bevor er sein Faible für die Physik entdeckte, spielte er ambitioniert Geige. Ausgestattet mit einem Stipendium der Studienstiftung des Deutschen Volkes, nahm er anschließend an der Julius-Maximilians-Universität in Würzburg sein Studium auf. 2005 machte er an der University of Texas seinen Master in Physik. Seine Doktorarbeit vollendete Sorger 2011 an der University of Berkeley. Im selben Jahr erwarb Sorger in Berkeley einen weiteren Abschluss: An der Haas School of Business absolvierte er das interdisziplinäre Programm Management of Technology. Kurz darauf folgte er dem Ruf an die George-Washington-University in Washington. Von 2021 bis 2023 fungierte er dort als Direktor des Institute on Photonics & AI. Das Institut arbeitet an Technologien, die die Leistung und Energieeffizienz von KI-Systemen signifikant verbessern sollen. Seit Juli 2023 hat Sorger eine Stiftungsprofessur für Halbleiter-Photonik an der University of Florida in Gainesville inne. Dort ist er auch Gründungsdirektor des Florida Semiconductor Institute.
Seine wissenschaftlichen Forschungsleistungen sind (Stand: Januar 2025) in über 500 Publikationen dokumentiert. Diese sind aufgrund seiner Tätigkeit in den USA in englischer Sprache abgefasst.

## Auszeichnungen
Am 2. Juli 2019 wurde Sorger im Weißen Haus mit dem Presidential Early Career Award for Scientists and Engineers (PECASE) ausgezeichnet. Dabei handelt es sich um die bedeutendste Auszeichnung, die die US-Regierung Nachwuchswissenschaftlern und Ingenieuren verleihen kann. Die PECASE-Auszeichnung wurde Sorger für seine bedeutenden Beiträge im Bereich der Photonik und Halbleitertechnologien verliehen. Seine Forschung umfasst innovative Entwicklungen in der Optoelektronik, die Anwendung spezifischer integrierter Schaltungen (ASICs) und Fortschritte in der künstlichen Intelligenz sowie in der Quanteninformatik. So war Sorger u. a. 2009 als Doktorand an der University of Berkeley maßgeblich an der Entwicklung des kleinsten Halbleiterlasers der Welt beteiligt.
Im Januar 2023 wurde Sorger von der Internationalen Gesellschaft für Optik und Photonik (SPIE) der Maria Goeppert-Mayer Award in Photonics verliehen. Er erhielt die Auszeichnung für seine Arbeit an plasmonischen und optoelektronischen Geräten sowie für seine Forschung im Bereich der Photonik und der künstlichen Intelligenz.

## Publikationen (Auswahl)

### Monographie
- Physics of Optoelectronic and Plasmonic Devices: Cavities, Waveguides, Modulators and Lasers. Dissertation, University of California, Berkeley 2011. https://escholarship.org/uc/item/8ft5s2cr

### Beiträge in Sammelveröffentlichungen und Zeitschriften
- Volker J. Sorger: Plasmon lasers: light from the nanoworld.[12] In: SPIE. The international society for optics and photonics.
- Volker J. Sorger, Rishi Maiti: Roadmap for gain-bandwidth-product enhanced photodetectors: opinion.[13] In: Optical Materials Express, 2020, Vol. 10, Issue 9, pp. 2192–2200
- Rupert F. Oulton, Volker J. Sorger et al.: Plasmon lasers at deep subwavelength scale. In: Nature, Bd. 461 S. 629–632
- Ren-Min Ma, Rupert F. Oulton, Volker J. Sorger et al: Room-temperature sub-diffraction-limited plasmon laser by total internal reflection. In: Nature Materials Bd. 10/2 S. 110–113
- Volker J. Sorger, Norberto D. Lanzillotti-Kimura et al.: Ultra-compact silicon nanophotonic modulator with broadband response. In: Nanophotonics, Bd. 1/1, S. 17–22